# Марио Мерц
Марио Мерц (на италиански: Mario Merz) е италиански художник и скулптор, представител на Arte Povera и на концептуалното изкуство. Изследва двупосочно агресивната връзка между природата и субекта още при първите си изложби в интелектуално взривоопасния контекст на Торино през 50-те години на XX век – културен климат, подхранван от писатели като Чезаре Павезе, Елио Виторини и Езра Паунд.

## Биография
Роден е на 1 януари 1925 г. в Милано, Италия. Израства в Торино. Две години следва медицина в Торинския университет. По време на Втората световна война става част от антифашистката група „Справедливост и свобода“ (Giustizia e Libertà) и е арестуван през 1945 г. Докато е в затвора започва да прави изкуство, използвайки за рисунките си каквито материали му попаднат. Ранното му творчество от затвора включва т.нар. „непрекъснати рисунки“ (изображения, създадени без вдигане на молива от хартията). Тези творби по-късно отекват в неговите неонови произведения – думи или цифри, представени с помощта на тръба с непрекъснато течаща неонова светлина в нея.
През 1950 г. Мерц започва да рисува маслени картини върху платно. Първата му самостоятелна изложба е организирана в галерия „La Bussola“ в Торино през 1954 г.
През 50-те год. на 20. век в Торино се запознава и с художничката и негова бъдеща съпруга Мариза Мерц.
Въпреки комунистическите си симпатии той не е сериозно изкушен от политически ангажирания реализъм на други леви художници като Ренато Гутузо.
Към 1966 г. започва да пронизва платната и обектите си с неонови тръби.
През 1967 г. се сдружава с Джовани Анселмо, Алигиеро Боети, Лучано Фабро, Янис Кунелис, Джулио Паолини, Джузепе Пеноне, Микеланджело Пистолето и Джилберто Дзорио като член на групата Arte Povera, наречена така от критика и куратора Джермано Челант, който организира тяхна колективна изложба в „La Bertesca di Genova“ в Генуа. Групата се отличава с антиелитарна естетика и използване на вещи от всекидневието като бутилки, вестници и чадъри, на отпадъчни битови материали и на материали от органическия свят в знак на протест срещу дехуманизиращата природа на индустриализацията и потребителския капитализъм.
Мерц е омагьосан от архитектурата: възхищава се на строителите на небостъргачи в Ню Йорк, но не само защото баща му е бил архитект. Неговото разбиране за изкуство е да се прояви чувствителност към единството на пространството с хората, които го обитават. Той придава на големи пространства белезите на интимност и естественост. Заинтригуван е както от творците на големия мащаб (Рихард Вагнер, Габриеле Д'Анунцио), така и от малките неща: семето, който ще се превърне в дърво или формата на листото.
През 1968 г. Мерц започва да разработва своята „запазена марка“ – иглуто.
От 1969 г. Мерц е обсебен от откритията на математика от Пиза от 13. век Леонардо Фибоначи, който развива формулата за математическа прогресия, в която всяка цифра е равна на сумата от двете предхождащи я: 0 1 1 2 3 5 8 13 21 и т.н. Тези числа, олицетворяващи универсалните принципи на създаване и растеж, са използвани от Мерц както в картини, така и в инсталации: катерят се по сградата на музея „Гугенхайм“ в Ню Йорк (1971) или по купола на „Моле Антонелиана“ в Торино (1984).
За първата си самостоятелна музейна експозиция в САЩ в Walker Art Center, Минеаполис през 1972 г. той добавя палети с вестници, архетипни животни и мотоциклети към своята иконография, допълнена по-късно още от маси в качеството на символ на човешката потребност от насищане и взаимодействие.
Има самостоятелни участия в Documenta 5, 6, 7 и 9.
От края на 70-те години до смъртта си, подобно на много художници от своето поколение, Мерц периодично се обръща към по-конвенционални медии. В „Листата“ (Le Foglie) (1983-84 г.), творба с размери над 26 фута, квадратни златни листа са разпръснати около две големи асиметрични листообразни форми. Понякога дори работи с мрамор, както когато през 2002 г. прави пет статуи, изложени на прозорците на сграда на Международното скулптурно биенале в Карара.
През 1996 г. заедно със стилистката Джил Сандър Мерц подготвя сценографията на модно шоу, изработвайки вятърен тунел от бяла тъкан, изпълнена с летящи в кръг „разцъфващи“ листа.
Умира през 2003 г. в Милано.

## Творчество

### Иглу
Най-обсъжданите творби на Мерц са неговите квазитеологични иглута или юрти, символизиращи оцеляването на номадите в условията на резки културни промени. Мерц започва да създава полусферичните си иглута от 1968 г. Създава ги от метална арматура, покрива ги с полиестерна мрежа, парчета глина, восък, тор, мъх или кожа, парчета стъкло, преплетени пръчки. Политически или литературни неонови цитати често покриват купола. Една от първите такива творби, Giap Igloo (1968), е снабдена с изказване на виетнамския военен стратег – генерал Во Нгуен Зиап: „Ако врагът събира силите си, губи почва; ако се разпръсва, губи сила“. Противоречивостта на тази фраза отразява концепцията за иглуто (юртата) като временно жилище, което въпреки вечното преместване на номадите, остава непроменимо. Мерц често използва за своите иглута материали от местата, където се организират изложбите му, за да усили номадската същина на иглуто и близостта на средата. За изложбата в Австралия през 1979 г. например използва евкалиптови листа за покриването на иглуто. Важно е също, че постоянно променя мащаба на структурите и сложността на дизайна – по-късните варианти са с преобърнати маси, затрупани с купчини вестници или събрани като за ремонт. Творбата Unreal City, създадена за музея Гугенхайм във връзка с ретроспективата на художника през 1989 г., представлява трисъставно иглу: най-голяма структура, покрита със стъкло, е прозрачна и съдържа на принципа на матрьошката по-малки варианти на себе си от дърво и каучук. Както при всички скулптури на Мерц, тази творба също въплъщава едновременното присъствие на красотата и насилието: парчетата счупено стъкло са едновременно деликатни и опасни. Неоновата фраза „Città irreale“ („Нереален град“) е разположена върху мрежа от кабели на купола.
- На заден план: „Каменни иглута“ (Igloo di pietra), скулптурен парк „KMM“, Нидерландия, 1982 г. (на преден план „Concetto spaziale Natura“ на Лучо Фонтана)
- Инсталация с цифрите на Фибоначи в Уна, Германия
- „Цифри в гората“ (детайл с цифрата 987), Залцбург, Австрия, 2003 г.
- Пътническото корабче „Рудолфина“ минава по река Аура в Турку покрай комина на ТЕЦ със светеща редица на Фибоначи, Финландия, 2012 г.
- Секвенция на Фибоначи на купола на „Моле Антонелиана“, Торино, Италия, 2006 г.

## Признание
Марио Мерц е носител на наградите „Арнолд Боде“ (Касел, 1981) и „Оскар Кокошка“ (Виена, 1983).
През 2003 г. е отличен с японската награда „Praemium Imperiale“.

## Памет
През 2005 г. е основана фондация „Мерц“ за съхраняване на творческото му наследство и поощряване на художествени проекти в неговия дух. От 2013 г. се връчва и награда на негово име.

## За него
- Christel Sauer, Mario Merz: Isola della Frutta, Raussmüller Collection, Basel 2009, ISBN 978-3-905777-02-4
- Christel Sauer, Mario Merz: Architettura fondata dal tempo, architettura sfondata dal tempo, Raussmüller Collection, Basel 2009, ISBN 978-3-905777-03-1
- Christel Sauer, Mario Merz: Le braccia lunghe della preistoria, Raussmüller Collection, Basel 2009, ISBN 978-3-905777-04-8
- Christel Sauer, Mario Merz: Casa sospesa, Raussmüller Collection, Basel 2009, ISBN 978-3-905777-05-5
- Meret Arnold, Mario Merz: My home's wind, Raussmüller Collection, Basel 2011, ISBN 978-3-905777-07-9
- Christel Sauer, Mario Merz: Senza titolo, Raussmüller Collection, Basel 2011, ISBN 978-3-905777-08-6